# توير (استر أباد)
تویر (بالفارسية: طاویر) هي قرية تقع في إيران في قسم استر أباد الریفي.